# Tamatoa VI
Tamatoa VI di Raiatea, altrimenti noto solo come Tamatoa VI (Huahine, 1853 – Huahine, 15 settembre 1905), è stato l'ultimo re di Raiatea e Taha'a dal 1884 al 1888.

## Biografia
Nato come principe Ari'imate Teururai, venne al mondo sull'isola di Huahine nel 1853, figlio secondogenito del re Ari'imate di Huahine. Sua madre, la principessa Maerehia Tehaapapa di Raiatea, era l'unica figlia sopravvissuta di re Tamatoa IV di Ra'iatea. Quando il marito venne deposto nel 1868, assunse lei stessa il trono di Huahine col nome di Teha'apapa II.
Nel 1884, dopo la morte della regina Tehauroa, sua cugina, Ariimate venne chiamato a succederle come re di Ra'iatea e Taha'a. La sua incoronazione ebbe luogo il 22 gennaio 1885 e prescelse il nome di Tamatoa VI.
Il suo regno ebbe ufficialmente termine con l'annessione delle due isole di Ra'iatea e Taha'a da parte della Frnaicai l 16 marzo 1888.
Dopo la sua abdicazione, fece ritorno sull'isola natia dove nel 1895 venne proclamato capo del distretto di Tefarerii, nel medesimo anno in cui sua nipote, la regina Tehaapapa III, venne deposta.
Morì a Huahine nel 1905.

## Matrimonio e figli
Tamatoa VI sposò la principessa Tetua-nui Ha'amarurai a Tati (figlia di Tamatoa Atiti-Oroi, della famiglia Tati di Papara) dalla quale ebbe tre figli maschi e tre figlie femmine:
- principe Tamatoa
- principe Opuhara Pehupehu Teururai
- principessa Tevahineha'amo'eatua Teururai
- principessa Teri'imanaiterai Teururai
- principe Mahine Ta'aroari'i Teururai
- principe Tefauvero Teururai